# Gary Ridgway

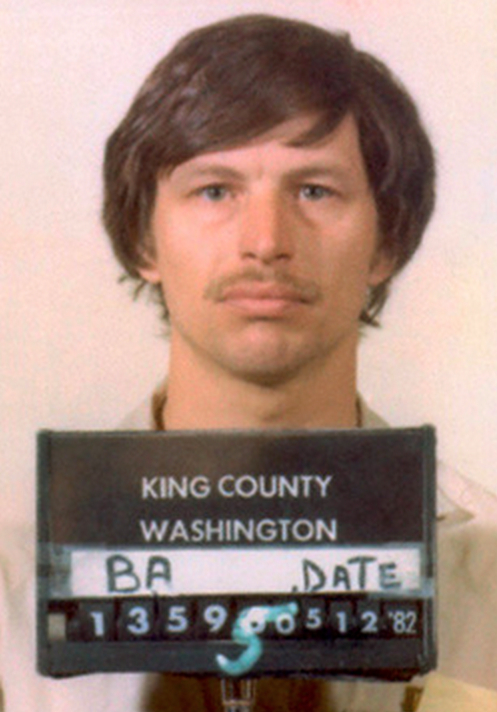
Gary Ridgway, 1982

Gary Leon Ridgway (* 18. Februar 1949 in Salt Lake City, Utah) ist ein US-amerikanischer Serienmörder aus Seattle. Er wurde im Jahre 2003 wegen 48 gestandener Morde an Frauen zu lebenslanger Haft verurteilt. Im Jahre 2011 gestand er einen 49. Mord. Er wurde unter dem Namen Green River Killer bekannt, da er seine ersten Opfer vornehmlich im oder in der Nähe des Green River deponierte.
Seiner Verhaftung war eine der umfangreichsten und langwierigsten Ermittlungen in der Geschichte der USA vorangegangen.

## Frühe Jahre
Ridgway wurde als zweiter von drei Söhnen in Salt Lake City geboren. Zu seiner dominanten Mutter fühlte er sich von früh an hingezogen, weniger zu seinem Vater, einem Busfahrer. Die Eltern stritten bisweilen gewalttätig. Andererseits wusch die Mutter dem folgsamen Sohn die Genitalien, wenn er bis ins frühe Teenageralter das Bett genässt hatte. Ereignisse wie diese erregten Ridgway und stießen ihn gleichermaßen ab. Seine Mutter soll sich in der Öffentlichkeit frei und ungeniert gezeigt haben. Bei Bustouren durch den Strip, ein Prostituiertenviertel, soll der religiös-konservativ geprägte Vater gegenüber dem Sohn seine Abneigung gegen den ihn umgebenden „Abschaum“ geäußert haben. Gleichwohl verkehrte er mit Prostituierten.
Mit elf Jahren lebte Ridgway in SeaTac, einem Außenbezirk von Seattle im Bundesstaat Washington nahe dem Flughafen, einer Gegend, in die es viele zog, weil die Immobilienpreise niedrig waren und – unterbezahlte – Arbeitsstellen zur Verfügung standen. Spielbanken, billige Motels und Bordelle, Anziehungspunkte für Prostituierte, Drogenhändler, Kleinkriminelle und Ausreißer prägten das Bild des Stadtviertels. Mit 16 Jahren machte Ridgway erste Gewalterfahrungen: Er stach einen Sechsjährigen mit einem Messer nieder und lief anschließend lachend davon. Die Tat blieb ungeahndet. Ansonsten galt er als durchschnittlicher Teenager mit unterdurchschnittlichen Schulleistungen. Talent hatte er im American-Football-Spiel und war sozial unter Gleichaltrigen gut eingebunden. Er galt als freundlich und wenig eloquent. Gerne veranstaltete er im lokalen Jugendclub Partys und näherte sich Mädchen an.
Als junger Mann arbeitete er in einer Lastwagenfabrik und leistete seinen Militärdienst bei der U.S. Navy. Ein Jahr später, im Jahr 1970, heiratete er. Das Ehepaar zog nach San Diego, wo Ridgway stationiert war. Seine Frau blieb längere Zeit allein, wenn Ridgway mit der Navy im Südpazifik weilte. Beide gingen Affären ein, wobei Ridgway die seiner Frau nicht duldete. Die Ehe zerbrach; 1973 heiratete Ridgway erneut. Seine zweite Ehefrau gab später zu Protokoll, Ridgway habe sie als Sexobjekt und Haushälterin betrachtet, Sex sei häufig im hohen Gras des nahe gelegenen Green River ausgeübt worden. Die Geburt eines Sohnes im Jahr 1975 ließ Ridgway sich einem religiös geprägten Lebensabschnitt zuwenden. Er las die Bibel und wandte sich den Baptisten, später der Pfingstbewegung zu. Gleichzeitig ging er seinen Gewaltfantasien nach. Unvermittelt würgte er seine Frau bis zur Bewusstlosigkeit und integrierte die Praxis in Sexspiele. 1981 wurde die Ehe geschieden. Nun lebte er seine sexuellen Bedürfnisse hemmungslos aus. Später sagte er den Behörden: „Wenn ich meine zweite Frau umgebracht hätte, hätte ich niemals je eine weitere Frau getötet.“

## Die Morde

### Vorgehensweisen
Mehr als ein Jahr nach seiner Scheidung begann Ridgway eine der größten Mordserien in der Geschichte der USA. Dazu fuhr er mit seinem Wagen durch die Straßenstriche rund um Seattle und lud Prostituierte und Ausreißerinnen auf seinen Pick-up, um mit ihnen entweder zu sich nach Hause oder zu Lieblingsplätzen im Wald rund um den Green River zu fahren, an denen er Geschlechtsverkehr mit ihnen hatte. Anschließend ermordete er sie nach dem häufig gleichen Muster: Von hinten legte er ihnen überraschend den Arm um den Hals und würgte sie zu Tode. Danach verging er sich an der Leiche. Diverse Taten verübte er in seinem Schlafzimmer und verwischte die Spuren schnell. Die Leichen brachte er in die Wälder rund um den Green River oder andere abgelegene Plätze. Nachts kehrte er häufig zurück, um erneut Geschlechtsverkehr mit den toten Frauen auszuüben oder ihre Körper zu verstümmeln. Schmuck, den er den Frauen abgenommen hatte, legte er dann bisweilen an seinem Arbeitsplatz aus, wobei es ihn reizte, wenn Kolleginnen diesen an sich nahmen und ihn trugen. Er soll zum Verkauf auch Garagenflohmärkte veranstaltet haben. Ridgways Wesen soll auf die Frauen unbedarft, geradezu harmlos gewirkt haben, weshalb sie grundsätzlich Vertrauen zu ihm hatten. Selbiges verstärkte sich insofern, als er zu seinem Sohn eine intensive Beziehung aufbaute und ihn jedes zweite Wochenende zu sich nahm oder bei den nächtlichen Fahrten mit den Frauen mitnahm. Die Spielsachen im Haus wirkten auf die weiblichen Gäste einladend und beruhigend.

### Opfer
Ridgway bevorzugte keinen besonderen Frauentyp. Erheblich war nur, dass er sie als „Abfall“ betrachten konnte. Das jüngste bestätigte Opfer war 14, das älteste 38 Jahre alt, darunter Schwarze, Weiße jeglicher Haarfarbe, Lateinamerikanerinnen, Dicke, Dünne, Große und Kleine ohne besondere Präferenz. Ridgway gab an, so viele Frauen ermordet zu haben, dass er sich unmöglich an alle erinnern könne. Die höchsten Schätzungen belaufen sich auf über 71 vermutete Opfer. 49 Morde wurden bestätigt.
Bestätigte Opfer
| #  | Name                      | Alter | Verschwunden                                                                            | Gefunden                |
| -- | ------------------------- | ----- | --------------------------------------------------------------------------------------- | ----------------------- |
| 1  | Wendy Lee Coffield        | 16    | 8. Juli 1982                                                                            | 15. Juli 1982           |
| 2  | Gisele Ann Lovvorn        | 17    | 17. Juli 1982                                                                           | 25. September 1982      |
| 3  | Debra Lynn Bonner         | 23    | 25. Juli 1982                                                                           | 12. August 1982         |
| 4  | Marcia Fay Chapman        | 31    | 1. August 1982                                                                          | 15. August 1982         |
| 5  | Cynthia Jean Hinds        | 17    | 11. August 1982                                                                         | 15. August 1982         |
| 6  | Opal Charmaine Mills      | 16    | 12. August 1982                                                                         | 15. August 1982         |
| 7  | Terry Rene Milligan       | 16    | 29. August 1982                                                                         | 1. April 1984           |
| 8  | Mary Bridget Meehan       | 18    | 15. September 1982                                                                      | 13. November 1983       |
| 9  | Debra Lorraine Estes      | 15    | 20. September 1982                                                                      | 30. Mai 1988            |
| 10 | Linda Jane Rule           | 16    | 26. September 1982                                                                      | 31. Januar 1983         |
| 11 | Denise Darcel Bush        | 23    | 8. Oktober 1982                                                                         | 12. Juni 1985           |
| 12 | Shawnda Leea Summers      | 16    | 9. Oktober 1982                                                                         | 11. August 1983         |
| 13 | Shirley Marie Sherrill    | 18    | 20.–22. Oktober 1982                                                                    | Juni 1985               |
| 14 | Rebecca "Becky" Marrero   | 20    | 3. Dezember 1982                                                                        | 21. Dezember 2010       |
| 15 | Colleen Renee Brockman    | 15    | 24. Dezember 1982                                                                       | 26. Mai 1984            |
| 16 | Alma Ann Smith            | 18    | 3. März 1983                                                                            | 2. April 1984           |
| 17 | Delores LaVerne Williams  | 17    | 8.–14. März 1983                                                                        | 31. März 1984           |
| 18 | Gail Lynn Mathews         | 23    | 10. März 1983                                                                           | 18. September 1983      |
| 19 | Andrea M. Childers        | 19    | 14. April 1983                                                                          | 11. Oktober 1989        |
| 20 | Sandra Kay Gabbert        | 17    | 17. April 1983                                                                          | 1. April 1984           |
| 21 | Kimi-Kai Pitsor           | 16    | 17. April 1983                                                                          | 15. Dezember 1983       |
| 22 | Marie M. Malvar           | 18    | 30. April 1983                                                                          | 26. Dezember 2003       |
| 23 | Carol Ann Christensen     | 21    | 3. Mai 1983                                                                             | 8. Mai 1983             |
| 24 | Martina Theresa Authorlee | 18    | 22. Mai 1983                                                                            | 14. November 1984       |
| 25 | Cheryl Lee Wims           | 18    | 23. Mai 1983                                                                            | 22. März 1984           |
| 26 | Yvonne "Shelly" Antosh    | 19    | 31. Mai 1983                                                                            | 15. Oktober 1983        |
| 27 | Carrie Ann Rois           | 15    | 31. Mai – 13. Juni 1983                                                                 | 10. März 1985           |
| 28 | Constance Elizabeth Naon  | 19    | 8. Juni 1983                                                                            | 27. Oktober 1983        |
| 29 | Kelly Marie Ware          | 22    | 18. Juli 1983                                                                           | 29. Oktober 1983        |
| 30 | Tina Marie Thompson       | 21    | 25. Juli 1983                                                                           | 20. April 1984          |
| 31 | April Dawn Buttram        | 16    | 18. August 1983                                                                         | 30. August 2003         |
| 32 | Debbie May Abernathy      | 26    | 5. September 1983                                                                       | 31. März 1984           |
| 33 | Tracy Ann Winston         | 19    | 12. September 1983                                                                      | 27. März 1986           |
| 34 | Maureen Sue Feeney        | 19    | 28. September 1983                                                                      | 2. Mai 1986             |
| 35 | Mary Sue Bello            | 25    | 11. Oktober 1983                                                                        | 12. Oktober 1984        |
| 36 | Pammy Annette Avent       | 15    | 26. Oktober 1983                                                                        | 16. August 2003         |
| 37 | Delise Louise Plager      | 22    | 30. Oktober 1983                                                                        | 14. Februar 1984        |
| 38 | Kimberly L. Nelson        | 21    | 1. November 1983                                                                        | 14. Juni 1986           |
| 39 | Lisa Yates                | 19    | 23. Dezember 1983                                                                       | 13. März 1984           |
| 40 | Mary Exzetta West         | 16    | 6. Februar 1984                                                                         | 8. September 1985       |
| 41 | Cindy Anne Smith          | 17    | 21. März 1984                                                                           | 27. Juni 1987           |
| 42 | Patricia Michelle Barczak | 19    | 17. Oktober 1986                                                                        | Februar 1993            |
| 43 | Roberta Joseph Hayes      | 21    | Zuletzt gesehen beim Verlassen des Gefängnisses von Portland, Oregon am 7. Februar 1987 | 11. September 1991      |
| 44 | Marta Reeves              | 36    | 5. März 1990                                                                            | 20. September 1990      |
| 45 | Patricia Yellowrobe       | 38    | Januar 1998                                                                             | 6. August 1998          |
| 46 | Wendy Stephens            | 14    | Gestorben vor Mai 1983                                                                  | 21. März 1984           |
| 47 | Sandra Denise Major       | 20    | 24. Dezember 1982                                                                       | 30. Dezember 1985       |
| 48 | Lori Anne Razpotnik       | 15    | 1982                                                                                    | 2. Januar 1986          |
| 49 | Tammie Charlene Liles     | 16    | 9. Juni 1983                                                                            | April 1985, August 2003 |

## Ermittlungen

### Leichenfunde undGreen River Task Force
Am 15. Juli 1982 fanden Kinder die Leiche der sechzehnjährigen Ausreißerin Wendy Lee Coffield im Green River treibend. Sie war erwürgt worden. Die Polizei nahm an, dass es sich hierbei um ein Opfer häuslicher Gewalt handelte. Vom 12. bis zum 15. August wurden vier weitere Frauenleichen im oder in der Nähe des Green River gefunden. Nun kam der Polizei der Verdacht, es mit einem Serienmörder zu tun zu haben. Die Untersuchungen leitete Dave Reichert vom King County Sheriff's Office. Ridgway war als Kunde des Straßenstrichs dort bereits bekannt, da er von einer Undercover-Beamtin des Freiertums überführt war. Anhand seiner Kreditkartenabrechnung konnten sie in Erfahrung bringen, dass er einen enormen Benzinverbrauch hatte. Während dieser Jahre soll Ridgway öfter seinen Pick-up gewechselt haben, um nicht aufzufallen. Nachdem am 30. April 1983 die 18-jährige Prostituierte Marie Malvar verschwunden war, identifizierte deren Freund den Pick-up Ridgways als denjenigen, in den sie auf dem Pacific South Highway zuletzt eingestiegen war. Ridgway bestritt, mit ihr Kontakt gehabt zu haben, registrierte jedoch im Zusammenhang mit den Leichenfunden erstmals den Arm der Justiz. Am 20. November 1983 gab die Polizei bekannt, dass 11 Frauen, die man im South King County tot aufgefunden hatte, von demselben Mann ermordet worden seien.
Am 16. Januar 1984 berief das Kings County Sheriff's Office die größte Task-Force seit dem Fall Ted Bundy ins Leben. Sie bestand aus Personen vom Port of Seattle Police Departement, vom Seattle Police Departement, vom Pierce County Sheriff's Office, von der Washington State Patrol, vom FBI und der Generalstaatsanwaltschaft des Bundesstaates Washington, Green River Task Force genannt. Über Jahre versuchte sie, Beweise gegen die mehr als 12.000 Verdächtigen zu sammeln, ließ die besonders gefährdeten Orte überwachen, sammelte jedes Indiz vom Fundort der Leichen und katalogisierte es, jedoch meist erfolglos.
Am 2. April 1984 wurden fünf weitere skelettierte Überreste von Frauen gefunden. Die Anzahl der Opfer wurde offiziell mit 20 angegeben, die Dunkelziffer auf 30 geschätzt. Am 20. April 1984 wurden nochmals Überreste von zwei Körpern gefunden, darunter die der 36-jährigen Amina Agisheff, die zuletzt im Jahr 1982 in Seattle gesehen worden war. Sie wurde nur am Rande mit den anderen Morden in Verbindung gebracht. Im Mai 1984 meldete sich der aufgrund seiner Straßenstrichpräsenz bereits aktenkundige Ridgway bei der Green River Task Force und absolvierte freiwillig einen Lügendetektor-Test, den er problemlos bestand. Am 29. November 1984 meldete sich die Prostituierte Rebecca Garda Guay bei der Polizei und sagte aus, sie sei von Ridgway während einer „Verabredung“ gewalttätig attackiert worden. Er habe sie gewürgt, doch sie konnte fliehen. Ridgway bestritt dies nicht, behauptete aber, sie habe ihm während des Oralsexes in den Penis gebissen und er habe sich gewehrt. Im Dezember 1984 gab die Polizei die Zahl der Opfer mit 42 an. Mittlerweile hatte sich sogar Ted Bundy, ebenfalls berüchtigter Frauenmörder, mit einem Brief an die Task-Force gewandt, in dem er ein psychologisches Profil des Green-River-Mörders entworfen hatte. Am 6. Februar 1986 durchsuchte die Polizei ergebnislos ein Haus in der Nähe des Seattle-Tacoma International Airport. Während des Jahres 1986 geriet die Green River Task Force immer mehr unter Beschuss der Öffentlichkeit, die eine schnelle Verhaftung des Täters forderte. Den Beamten wurde vorgeworfen, dass, wenn die Opfer nicht aus der untersten sozialen Schicht kämen, sich die Polizei engagierter mit dem Fall befasst und den Mörder längst gefasst hätte.

### Vorläufiges Ende
Am 8. April 1987 durchsuchte die Polizei Haus und Fahrzeuge von Ridgway, da er mit mindestens 2 der 46 Opfer als Letzter gesehen worden war. Das Kriminallabor der State Patrol nahm Haar-, Schamhaar- und Speichelproben von ihm. Die Identifizierung mittels DNA-Test war zu diesem Zeitpunkt zu wenig ausgereift, weshalb die Proben nicht sachgerecht ausgewertet werden konnten. Anderweitige Beweise, die zu seiner Verhaftung hätten führen können, gab es nicht. Der Täter fühlte sich zu diesem Zeitpunkt unbesiegbar, die Behörden waren demoralisiert. Im Jahre 1988 heiratete Ridgway zum dritten Mal. Nachbarn beschrieben ihn und Judy Lynch als „unzertrennlich“. Im selben Jahr wurde landesweit eine zweistündige Fernsehsendung über den Green-River-Mörder ausgestrahlt, und es wurden 100.000 US-Dollar auf Hinweise, die zu seiner Verhaftung führen, ausgesetzt. Während der Fernsehsendung gingen über 4000 Telefonanrufe ein, allerdings ergebnislos.
In den Folgejahren schrumpfte die Green River Task Force kontinuierlich, im Juli 1991 bestand sie nur noch aus einem Mann. Trotz jahrelanger Untersuchungen, der Bildung einer Task-Force, Ausgaben von mehr als 15 Millionen US-Dollar, Einsatzes eines 200.000 Dollar teuren Computers, Tausender von Befragungen Verdächtiger und der Befüllung von mehr als 750 Ringordnern konnte man Ridgways nicht habhaft werden. Gemutmaßt wurde, dass der Mörder mittlerweile wegen eines anderen Falles im Gefängnis saß oder gestorben beziehungsweise aus der Gegend weggezogen war. Weitere Mordfälle an Prostituierten schrieb man dem Green-River-Serienmörder nicht mehr zu.

### DNA-Speichelprobe und Mithilfe bei den Ermittlungen
Am 2. November 1999 wurden die Überreste eines Opfers, das 1986 nahe dem Green River gefunden wurde, mit einem neuartigen DNA-Test schließlich als die neunzehnjährige Tracy Winston identifiziert, die 1983 aus einem Einkaufszentrum in Seattle verschwunden war. Das neue Testverfahren wurde im März 2001 in der Forensik des Staates Washington eingesetzt, um über sichergestellte Beweisstücke Hinweise zum Täter zu finden. Am 30. November 2001 wurde bekannt, dass auf vier der frühen Opfer Spuren von DNA gefunden worden waren, die mit derjenigen von Ridgways Speichelprobe übereinstimmte. Ridgway wurde verhaftet. Zum Zeitpunkt seiner Verhaftung war er 52 Jahre alt und wohnte in Auburn im Bundesstaat Washington.
Am 15. Dezember 2001 wurden elf Untersuchungsbeamte dafür abgestellt, Beweise gegen Ridgway zu sammeln. Drei Tage später plädierte Ridgway – ermutigt durch frühere ergebnislose Untersuchungen gegen ihn – auf „nicht schuldig“ in Sachen Mord an Marcia Chapman, 31, Cynthia Hinds, 17, und Opal Mills, 16, deren Körper am 15. August 1982 in der Nähe des Green River gefunden worden waren, sowie Carol Christensen, deren Überreste im Maple Valley am 8. Mai 1983 gefunden worden waren. Am 27. März 2003 wurde Ridgway dreier weiterer Morde beschuldigt: Wendy Lee Coffield, 16, Debra Bonner, 23, und Debra Estes, 15. Polizei und Staatsanwaltschaft gaben bekannt, dass mikroskopische Farbpartikel auf den Kleidern der Frauen mit dem Lastwagenlackierer Ridgway in Verbindung gebracht werden konnten. Am 3. April vor Gericht geladen, stritt Ridgway die Taten ab. Familie und Nachbarn standen ihm bei, da sie nicht glauben konnten, dass er mit den Taten in Verbindung gebracht werden könnte.
Am 26. Juli 2003 wurde Ridgway vom King-County-Gefängnis in Seattle an einen unbekannten Ort überführt. Er kooperierte ab jetzt mit den Behörden, um der Todesstrafe zu entgehen. Er führte die Beamten der Green River Task Force zu Tatorten und Leichen: Am 19. August 2003 wurden die Überreste der sechzehnjährigen Pammy Avents östlich von Enumclaw gefunden. Identifiziert wurde sie durch Informationen, die Ridgway im Austausch für sein Leben gab. Am 24. August 2003 wurden sieben Knochen gefunden, die der Gerichtsmediziner vom King County Medical Examiner Office als menschlich einstufte. Am 27. September 2003 wurden die Knochen der 17-jährigen April Buttram identifiziert, die im August 1983 verschwunden war. Am 2. Oktober 2003 fand die Green River Task Force in einer Schlucht außerhalb von Auburn die Überreste von Marie Malvar, der Frau, mit deren Verschwinden Ridgway schon 1983 in Verbindung gebracht worden war. Im Oktober 2003 gab Ridgway auch die Details von zwei weiteren Morden bekannt, die bisher nicht mit ihm in Verbindung gebracht worden waren: Patricia Yellow Robe, 38, die am 6. August 1998 tot aufgefunden wurde, und Marta Reeves, 36, die im Jahre 1990 getötet worden war. Noch am 18. Februar 2011 wartete er mit Informationen über Rebecca „Becky“ Morrero auf, die er vor nunmehr 28 Jahren ermordet hatte. Kurz vor Weihnachten 2010 fanden spielende Kinder menschliche Überreste, wobei es sich um die von Morrero handelte.

## Urteil
Am 5. November 2003 bekannte sich Ridgway vor dem King-County-Obergericht schuldig des 48-fachen Mordes an 42 der ursprünglich aufgelisteten Opfer und 6 weiteren Frauen (Linda Rule, Roberta Hayes, Marta Reeves, Patricia Barczak, Yellow Robe und einer Unbekannten). Angehörigen der Opfer gegenüber zeigte er vor Gericht keinerlei Reue oder Mitgefühl. Gleichwohl brach er im Verlauf des Prozesses in Tränen aus, als der Vater eines Opfers erklärte, dass er ihm seine Tat vergebe. Er wurde zu einer lebenslangen Haftstrafe ohne Möglichkeit auf Bewährung verurteilt und verbüßt diese in der Justizvollzugsanstalt des Staates Washington in Walla Walla.

## Mediale Verwertung und Verfilmungen
2004 entstand der US-amerikanisch/kanadische Spielfilm The Riverman, der die Ermittlungen in den Mordfällen, die Ridgway zu verantworten hat, zum Thema hat. In der Rolle Ridgways ist der Schauspieler David Brown zu sehen.
2005 verarbeitete der Regisseur Ulli Lommel die Thematik in seinem Film Green River Killer.
2007 entstand eine US-Adaption, basierend auf dem Buch Chasing the Devil des damaligen Ermittlers Dave Reichert (gespielt von Thomas Cavanagh), ein Fernsehzweiteiler von Norma Bailey mit dem deutschen Titel Green River: Die Spur des Killers. Der Film hatte am 4. Mai 2009 seine Deutschland-Premiere auf Premiere.
2021 veröffentlichte Netflix die Dokureihe Catching Killers, in welcher die langwierigen Ermittlungen zu den von Gary Ridgway begangenen Serienmorden Gegenstand sind (Staffel 1, Folge 1).

## Musik
- Epicedium: Green River Killer (auf dem Konzeptalbum Anthropogenic, 2012)